# 6 -Six-
「6 -Six-」（シックス）は、DOBERMAN INFINITYの10枚目のシングルである。2020年12月2日にLDH Recordsから発売された。

## 概要
前作「We are the one/ずっと」から約1年振りのシングル。
表題曲と収録曲の「SO WHAT」はドラマ『6 from HiGH＆LOW THE WORST』の挿入歌としても採用されている 。
「DESTINY -S.O.L- feat.SWAY,KAZUKI」はグループ結成後初となるSWAY・KAZUKIのコンビ楽曲。

## 収録内容

### CD
1. 6 -Six-
作詞：KUBO-C・GS・P-CHO・SWAY・KAZUKI、作曲：RIMAZI・KUBO-C・GS・P-CHO・SWAY・KAZUKI
2. SO WHAT
作詞：KUBO-C・GS・P-CHO・SWAY・KAZUKI、作曲：NAKKID・KUBO-C・GS・P-CHO・SWAY・KAZUKI
3. DESTINY -S.O.L- feat.SWAY,KAZUKI
作詞：SWAY・KAZUKI、作曲：D&H・SWAY・KAZUKI

### DVD
- 「6 -Six-」Music Video